# Paul Pelliot
Paul Eugène Pelliot (Párizs, 1878. május 28. – Párizs, 1945. október 26., kínai neve: pinjin hangsúlyjelekkel: Bó Xīhé; magyar népszerű: Po Hszi-ho; kínaiul: 伯希和) francia orientalista, sinológus, tibetológus és felfedező.

## Élete, munkássága

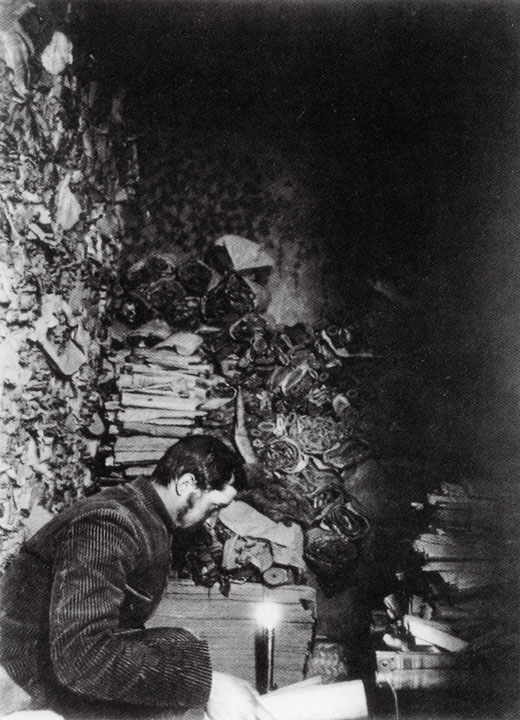
Pelliot a Mokao-barlangok egyikének feltárása közben (1908)

Pelliot eredetileg diplomatának készült, épp ezért angolt tanult a Sorbonne-on, majd pedig mandarin kínait az École des Langues Orientales vivantes-n. A tehetséges fiatalember a hároméves iskola követelményeit két év alatt teljesítette. Gyors fejlőése és kiváló eredményei felkeltették a Collège de France kínai tanszékvezetőjének, a neves sinológus Édouard Chavannes figyelmét, és a mentora lett. Chavannes beajánlotta őt a Sylvain Lévi vezette szanszkrit tanszékre. A két tudós hatására Pelliot úgy döntött, hogy a diplomáciai karrier helyett inkább az orientalisztikát választja.
1900-ban Hanoiba költözött, ahol az École française d’Extrême-Orient (EFEO) kutatójaként dolgozott. Még ez év februárjában Pekingbe küldték, hogy kínai könyveket vásároljon az iskola könyvtárának. Az idősközben kirobbant bokszerlázadás miatt július-augusztusban a városban rekedt. Kiváló nyelvtudásának köszönhetően személyesen gondoskodott arról, hogy a francia követség dolgozói számára ételt szerezzen. Hanoiba visszatérve, az ostrom alatt tanúsított bátor helytállásáért a Francia Köztársaság Becsületrendjével tüntették ki. 1901-ben, huszonhárom esztendős korában kinevezték az EFEO professzorának. Pelliot 1904-ig maradt Hanoiba. Az 1905-ös, Algírban megrendezett Nemzetközi Orientalisztikai Konferencián Pelliot képviselte az EFEO-t. A konferencia ideje alatt, Párizsban őt választották az állami támogatással biztosított kelet-turkesztáni (a mai Hszincsiang) régészeti küldetés lebonyolításával. A régészcsoport 1906. június 17-én indult el Párizsból, s több éven át végzett feltárásokat a térségben. Mire az expedíció Tunhuangba ért, Pelliot megtanult mongolul, arabul, perzsául, tibetiül és több török nyelven. Mindezen nyelvtudásának kiváló hasznát vette a Tunhuangban feltárt barlangtemplomok könyvtárából előkerült, nem-kínai nyelvű kéziratok feldolgozásakor. Az elsőként, a magyar származású brit tudós, Stein Aurél által feltárt könyvtárban Pelliot mintegy 15 ezer további kéziratot vizsgált át, melyek közül kb. hatezret magával is vitt Párizsba. Ezekért a romok felügyeletével megbízott kínai taoista szerzetesnek 500 taelst (ez nagyjából 11 000 USA dollárnak felelet meg 2014-ben) fizetett. Mindemellett az Ezer Buddha Barlangtemplomoknál az expedíció fényképészével, Charles Nouette-tel (1869–1910) lefényképeztette az akkor hozzáférhető összes cella falfestményét. Az üregeket sorszámozással látta el, az összegyűjtött dokumentumokat, fényképeket pedig hat hatalmas kötetben adta közre, megalapozva ezzel a nagyjelentőségű cellák művészettörténeti feldolgozásának munkáját. Pelliot tudományos módszerének stílusa modellértékűvé vált a sinológusok későbbi nemzedékének körében. Az általa vezetett expedíció 1909. október 24-én tért vissza Párizsba.
1911-ben Pelliot már olyan nagytekintélyű, megbecsült tudósnak számított,hogy a Collège de France nem csupán professzorrá nevezte ki, hanem kifejezetten a számára alapított tanszéket hoztak létre, a Belső-ázsiai Nyelvek, Történelem és Régészet Tanszéke néven. Ő volt az egyetlen, aki ezt a posztot betöltötte, a halála után nem neveztek ki többé senkit a helyére.
Az első világháború idején Pelliot katonai attaséként dolgozott Pekingben.
1920-tól egészen haláláig társszerkesztője volt a legjelentősebb sinológia szakfolyóiratnak, a T’oung Paonak. Ezt a munkát 1924-ig Henri Cordier-vel, ezt követően pedig a holland J. J. L. Duyvendakkal végezte.
Pelliot oktatói tevékenysége során a nemzetközi orientalisztika számos, későbbi jeles képviselőjének tanára volt. Többek között egy ideig Ligeti Lajos is tanult nála. Pelliot volt az, aki a fiatal Ligeti figyelmét ráirányította a mongol nyelvtörténetre és a Belső-Ázsiára vonatkozó kínai forrásokra.
A minden idők egyik legnagyobb sinológusának tartott Paul Pelliot 1945. október 26-án rákban hunyt el. Emlékét többek között a párizsi Guimet Múzeum egyik róla elnevezett galériája őrzi.

## Főbb művei
- Catalogue des manuscrits chinois de Touen-Houang
- Pelliot (avec Édouard Chavannes), "Un traité manichéen retrouvé en Chine", JA 1911; 1913, 261-392.
- Les influences iraniennes en Asie centrale et en Extrême-Orient, Revue d'Histoire et de Littérature Religieuses, N.S. 3, 1912
- "Mo-ni et manichéens," JA 1914
- "Le 'Cha-tcheou-tou-fou-t'ou-king' et la colonie sogdienne de la région du Lob Nor", JA 1916
- "Le sûtra des causes et des effets du bien et du mal". Édité‚ et traduit d'après les textes sogdien, chinois et tibétain par Robert Gauthiot et Paul Pelliot, 2 vols (avec la collaboration de E. Benveniste), Paris, 1920
- "Les Mongols et la Papauté. Documents nouveaux édités, traduits et commentés par M. Paul Pelliot" Archiválva 2021. március 8-i dátummal a Wayback Machine-ben avec la collaboration de MM. Borghezio, Masse‚ and Tisserant, Revue de l'Orient chrétien, 3e sér. 3 (23), 1922/23
- "Les traditions manichéennes au Foukien," T’oung Pao, 22, 1923
- "Neuf notes sur des questions d'Asie Centrale," T’oung Pao, 24, 1929
- "Notes sur Marco Polo, ed. L. Hambis, 3 vols., Paris 1959-63
- "Recherches sur les chrétiens d'Asie centrale et d'Extrême-Orient I, Paris, 1973
- Chrétiens d'Asie centrale et d'Extrême-Orient, T’oung Pao, vol. XV, 1914
- Michel Boim, jésuite polonais dans la Chine du Archiválva 2015. szeptember 24-i dátummal a Wayback Machine-ben
- Hamilton, James Russell, "Manuscrits ouïgours du IXè-Xè siècle de Touen-Houang", Paris, 1986 (en ligne sur Gallica)
- "L'inscription nestorienne de Si-ngan-fou, ed. avec suppléments par Antonino Forte, Kyoto et Paris, 1996
- J. Ghesquière, J-F. Jarrige, F. Macouin, M. Monteil, H-C. Tsao (collectif), "Paul Pelliot, Carnets de route 1906-1908", éd. Réunion des musées nationaux, les Indes savantes, Musée national des Arts asiatiques-Guimet, Paris, 2008

## Fordítás
- Ez a szócikk részben vagy egészben  a   Paul Pelliot című angol Wikipédia-szócikk ezen változatának fordításán alapul.  Az eredeti cikk szerkesztőit annak laptörténete sorolja fel. Ez a jelzés csupán a megfogalmazás eredetét és a szerzői jogokat jelzi, nem szolgál a cikkben szereplő információk forrásmegjelöléseként.
- Ez a szócikk részben vagy egészben  a   Paul Pelliot című francia Wikipédia-szócikk ezen változatának fordításán alapul.  Az eredeti cikk szerkesztőit annak laptörténete sorolja fel. Ez a jelzés csupán a megfogalmazás eredetét és a szerzői jogokat jelzi, nem szolgál a cikkben szereplő információk forrásmegjelöléseként.